# Schmogrow-Fehrow
Schmogrow-Fehrow (dolnołuż. Smogorjow-Prjawoz) – gmina w Niemczech, w kraju związkowym Brandenburgia, w powiecie Spree-Neiße, wchodzi w skład urzędu Burg (Spreewald)..